# Palmyra (Missouri)
Palmyra é uma cidade localizada no estado americano de Missouri, no Condado de Marion.

## Demografia
Segundo o censo americano de 2000, a sua população era de 3467 habitantes.
Em 2006, foi estimada uma população de 3449, um decréscimo de 18 (-0.5%).

## Geografia
De acordo com o United States Census Bureau tem uma área de
5,8 km², dos quais 5,8 km² cobertos por terra e 0,0 km² cobertos por água. Palmyra localiza-se a aproximadamente 197 m acima do nível do mar.

## Localidades na vizinhança
O diagrama seguinte representa as localidades num raio de 28 km ao redor de Palmyra.